# Nez rouge (film)
Pour les articles homonymes, voir Nez rouge.
Pour plus de détails, voir Fiche technique et Distribution.
Nez rouge est un film de Noël humoristique québécois réalisé par Érik Canuel et sorti en 2003.

## Synopsis
Après avoir été trouvé ivre au volant, Félix Legendre (Patrick Huard) un critique littéraire doit travailler, durant le temps des fêtes, pour Opération Nez rouge avec Céline Bourgeois (Michèle-Barbara Pelletier) une auteure, dont il a sévèrement critiqué une pièce de théâtre, et Léon (Pierre Lebeau) son avocat plutôt étrange qui propose de l'aider. Le critique ne reconnaît pas tout de suite l'écrivaine, alors que celle-ci cherche à se venger de lui. Se sentant tomber amoureuse, elle laisse peu à peu tomber ses plans de vengeance.

## Fiche technique
Source : IMDb et Films du Québec
- Titre original : Nez rouge
- Réalisation : Érik Canuel
- Scénario : Sylvie Desrosiers et Sylvie Pilon
- Musique : Michel Corriveau
- Direction artistique : Jean Bécotte
- Décors : Jean Bécotte, Lyne Chénier, Josée Pilon
- Costumes : Francesca Chamberland
- Maquillage : Claudette Beaudoin-Casavant
- Coiffure : André Duval (en)
- Photographie : Bernard Couture (en)
- Son : Dominique Chartrand, Christian Rivest, Gavin Fernandes (en), Philippe Pelletier
- Montage : Jean-François Bergeron (en)
- Production : Jacques Bonin et Claude Veillet
- Société de production : Films Vision 4
- Société de distribution : Christal Films
- Budget : 3,8 millions CAD[3]
- Pays de production :  Canada
- Lieu de tournage : Montréal
- Temps de tournage : 27 jours[3]
- Langue originale : français
- Format : Couleur — 1,78:1 — son Dolby numérique
- Genre : comédie romantique
- Durée : 114 minutes
- Dates de sortie :
  - Canada : 30 octobre 2003 (première mondiale au Festival du cinéma international en Abitibi-Témiscamingue à Rouyn-Noranda)
  - Canada : 28 novembre 2003 (sortie en salle au Québec)
  - Canada : 23 novembre 2004 (DVD)
  - France : 26 novembre 2004 (Semaine du cinéma du Québec à Paris)
- Classification :
  - Québec : Visa général[4]

## Distribution
- Patrick Huard : Félix Legendre, le critique
- Michèle-Barbara Pelletier : Céline Bourgeois, l'auteure
- Pierre Lebeau : Léon, l'avocat
- Frédérick De Grandpré : Julien
- Jean L'Italien : Jérôme
- Caroline Dhavernas : Nathalie Lachance
- Sylvain Marcel : M. Paquette, homme ivre
- Marie Gignac : Sylvie, ex-femme de M. Paquette
- Christian Bégin : Christian, l'éditeur
- Nicolas Canuel : Bill, chef des truands
- Stéphane Breton : Bob, truand au chapeau
- Jean-François Boudreau : Johnny, truand qui rit
- Bobby Beshro : père saoul d'Anjou
- Jean-François Paradis : Stéphane, bénévole Nez rouge
- Lucille Papineau : dame à la librairie
- Jacques Godin : juge
- Chantal Lacroix : Gloria
- Dany Laferrière : lui-même
- Alexander Bisping : greffier
- Pascal Coulombe : policière
- Frédéric Desager : serveur au restaurant français